# Demokratiske Republik Congos præsidenter
Demokratiske Republik Congo blev uafhængig i 1960. Den Demokratiske Republik Congos præsidenter har været:
| Nr. | Billede                                      | Navn | Fra               | Til               | Parti                                                  |
|     | Præsident af Republikken Congo               | Præsident af Republikken Congo                                                                                                  |                   |                   |                                                        |
| --- | -------------------------------------------- | --- | ----------------- | ----------------- | ------------------------------------------------------ |
| 1   |                                              | Joseph Kasa-Vubu | 1. juli 1960      | 24. november 1965 | Bakangoalliancen                                       |
| 2   |                                              | Joseph-Désiré Mobutu | 24. november 1965 | 27. oktober 1971  | Militæret / Revolutionens Folkebevægelse               |
|     | Præsident af Republikken Zaïre               | |                   |                   |                                                        |
| 2   |                                              | Mobutu Sese Seko (født Joseph-Désiré Mobutu, skiftede navn i januar 1972 under den anti-vestlige kampagne han indførte landet.) | 27. oktober 1971  | 16. maj 1997      | Revolutionens Folkebevægelse                           |
|     | Præsident af den Demokratiske Republik Congo | |                   |                   |                                                        |
| 3   |                                              | Laurent-Désiré Kabila | 17. maj 1997      | 16. januar 2001   | Løsgænger                                              |
| 4   |                                              | Joseph Kabila (agerende præsident)                                                                                              | 17. januar 2001   | 26. januar 2001   | Løsgænger / Folkepartiet for Genopbygning og Demokrati |
| 4   | Joseph Kabila                                | 26. januar 2001 | 24. januar 2019   |                   | Løsgænger / Folkepartiet for Genopbygning og Demokrati |
| 5   |                                              | Félix Tshisekedi | 24. januar 2019   | Nuværende         | Unionen for Demokrati og Social Fremgang               |